# Karma (фізичний рушій)
Karma (чи Karma Engine) — фізичний рушій, розроблений американською компанією MathEngine.

## Історія розробки
Спочатку фізичний рушій «Karma» був розроблений MathEngine для власних проектів і продажу третім особам. Однак після того, як MathEngine була куплена Criterion Software і її штат влився в основну компанію, ліцензування рушія припинилося. Усі наробітки «Karma» лягли в основу нової версії фізичного рушія «RenderWare Physics» — одного з компонентів повноцінного ігрового рушія «RenderWare». Крок об'єднання даних технологій був запланований компаніями ще в момент обумовлення угоди.
Також фізичний рушій «Karma» був придбаний для використання компанією Epic Games і вбудований у ігровий рушій «Unreal Engine» версії 2.0 і 2.5. Таким чином, переважна більшість ігор на цих рушіях використовують фізику «Karma». У третьому поколінні рушіїв «Unreal Engine» замість «Karma» застосовується «PhysX».
Фізика «Karma» інтегрована в «Unreal Engine 2 Runtime» — безкоштовну версію «Unreal Engine 2.0», доступну для починаючих розробників.

## Технічні характеристики
Головною особливістю рушія є просунуте використання фізики ганчіркової ляльки, яка дозволяє, наприклад, анімувати суглоби на моделі персонажа, досягши реалістичної взаємодії з навколишнім світом. В іграх використання фізики ганчіркової ляльки зазвичай помітно при нарочито ефектних падіннях персонажів, наприклад, внаслідок пострілу. 
Крім цього, підтримується фізика зіткнень і фізика транспортних засобів.

## Ігри, що використовують Karma

### Ігри, що базуються на Unreal Engine 2
- 2002 — Unreal Championship від Epic Games і Digital Extremes
- 2002 — Unreal Tournament 2003 від Epic Games і Digital Extremes
- 2003 — Unreal II: The Awakening від Legend Entertainment
- 2002 — 2008 — America's Army від армії США
- 2003 — Unreal Tournament 2004 від Epic Games і Digital Extremes
- 2003 — Postal 2 — від Running With Scissors, Inc
- 2005 — Brothers in Arms: Road to Hill 30 від Gearbox Software
- 2005 — Brothers in Arms: Earned in Blood від Gearbox Software
- 2006 — Brothers in Arms: D-Day від Gearbox Software
- 2006 — Red Orchestra: Ostfront 41-45 від Tripwire Interactive

### Ігри, що базуються на інших ігрових рушіях
- 2003 — Enter the Matrix[5] від Shiny Entertainment
- 2007 — The Witcher[6][7] від CD Projekt RED